# Tour der australischen Rugby-Union-Nationalmannschaft nach Neuseeland 1990
| Tour der Wallabies nach Neuseeland 1990 | Tour der Wallabies nach Neuseeland 1990 | Tour der Wallabies nach Neuseeland 1990 | Tour der Wallabies nach Neuseeland 1990 | Tour der Wallabies nach Neuseeland 1990 |
| Übersicht                               | S                                       | G                                       | U                                       | N                                       |
| --------------------------------------- | --------------------------------------- | --------------------------------------- | --------------------------------------- | --------------------------------------- |
| Test Matches                            | 03                                      | 1                                       | 0                                       | 2                                       |
| Sonstige Spiele                         | 09                                      | 6                                       | 0                                       | 3                                       |
| Gesamt                                  | 12                                      | 7                                       | 0                                       | 5                                       |
|                                         |                                         |                                         |                                         |                                         |
| Neuseeland                              | 03                                      | 1                                       | 0                                       | 2                                       |

Die Tour der australischen Rugby-Union-Nationalmannschaft nach Neuseeland 1990 umfasste eine Reihe von Freundschaftsspielen der Wallabies, der Nationalmannschaft Australiens in der Sportart Rugby Union. Das Team reiste im Juli und August 1990 durch Neuseeland und bestritt während dieser Zeit zwölf Spiele. Darunter waren drei Test Matches gegen die All Blacks, die mit zwei Niederlagen und einem Sieg endeten. Dadurch konnte Neuseeland den Bledisloe Cup verteidigen. In den übrigen Spielen gegen Auswahlteams mussten die Australier drei weitere Niederlage hinnehmen. Für die Wallabies war dies die letzte Neuseeland-Tour im traditionellen Sinne; seither gab keine Begegnungen mehr mit neuseeländischen Regionalauswahlen (mit einer Ausnahme im Jahr 1991).

## Spielplan
- Hintergrundfarbe grün = Sieg
- Hintergrundfarbe rot = Niederlage

(Test Matches sind grau unterlegt; Ergebnisse aus der Sicht Australiens)
| #  | Datum           | Gegner                                   | Ort          | Stadion                       | Ergebnis |
| -- | --------------- | ---------------------------------------- | ------------ | ----------------------------- | -------- |
| 01 | 11. Juli 1990   | Waikato Rugby Union                      | Hamilton     | Rugby Park                    | 10:21    |
| 02 | 14. Juli 1990   | Auckland Rugby Football Union            | Auckland     | Eden Park                     | 10:16    |
| 03 | 17. Juli 1990   | West Coast & Buller Rugby Football Union | Greymouth    | Rugby Park                    | 62:0     |
| 04 | 21. Juli 1990   | Neuseeland                               | Christchurch | Lancaster Park                | 6:21     |
| 05 | 25. Juli 1990   | Hanan Shield Districts                   | Timaru       | Fraser Park                   | 34:0     |
| 06 | 28. Juli 1990   | Otago Rugby Football Union               | Dunedin      | Carisbrook                    | 24:20    |
| 07 | 31. Juli 1990   | North Auckland Rugby Union               | Whangārei    | Okara Park                    | 28:14    |
| 08 | 04. August 1990 | Neuseeland                               | Auckland     | Eden Park                     | 17:27    |
| 09 | 08. August 1990 | North Harbour Rugby Union                | Takapuna     |                               | 23:12    |
| 10 | 11. August 1990 | Taranaki Rugby Football Union            | New Plymouth |                               | 27:3     |
| 11 | 14. August 1990 | Bay of Plenty Rugby Union                | Rotorua      | Rotorua International Stadium | 4:12     |
| 12 | 18. August 1990 | Neuseeland                               | Wellington   | Athletic Park                 | 21:9     |

## Test Matches
| 21. Juli 1990 | Neuseeland                                                                  | 21 : 6         | Australien          | Lancaster Park, Christchurch Zuschauer: 38.000 Schiedsrichter: Jim Fleming (Schottland) |
| 21. Juli 1990 | Versuche: Crowley Fitzpatrick Innes Kirwan Erhöhungen: Fox Straftritte: Fox | (10:3) Bericht | Straftritte: Lynagh | Lancaster Park, Christchurch Zuschauer: 38.000 Schiedsrichter: Jim Fleming (Schottland) |

Aufstellungen:
- Neuseeland: Graeme Bachop, Mike Brewer, Zinzan Brooke, Kieran Crowley, Sean Fitzpatrick, Grant Fox, Craig Innes, Ian Jones, John Kirwan, Walter Little, Richard Loe, Steve McDowall, Alan Whetton, Gary Whetton , Terry Wright
- Australien: David Campese, Paul Cornish, Tony Daly, Nick Farr-Jones , Peter FitzSimons, Timothy Gavin, Tim Horan, Phil Kearns, Michael Lynagh, Gregory Martin, Roderick McCall, Ewen McKenzie, Willie Ofahengaue, Steve Tuynman, Ian Williams

| 4. August 1990 | Neuseeland                                                                                  | 27 : 17       | Australien                                                           | Eden Park, Auckland Zuschauer: 47.000 Schiedsrichter: René Hourquet (Frankreich) |
| 4. August 1990 | Versuche: Bachop Brooke Fitzpatrick Erhöhungen: Fox (3) Straftritte: Fox (2) Dropgoals: Fox | (9:7) Bericht | Versuche: Horan Ofahengaue Straftritte: Lynagh (2) Dropgoals: Lynagh | Eden Park, Auckland Zuschauer: 47.000 Schiedsrichter: René Hourquet (Frankreich) |

Aufstellungen:
- Neuseeland: Graeme Bachop, Mike Brewer, Zinzan Brooke, Kieran Crowley, Sean Fitzpatrick, Grant Fox, Craig Innes, Ian Jones, John Kirwan, Walter Little, Richard Loe, Steve McDowall, Alan Whetton, Gary Whetton , Terry Wright 
 Auswechselspieler: Kevin Schuler
- Australien: Bill Campbell, David Campese, Paul Carozza, Tony Daly, Nick Farr-Jones , John Flett, Timothy Gavin, Anthony Herbert, Tim Horan, Phil Kearns, Michael Lynagh, Roderick McCall, Ewen McKenzie, Brendon Nasser, Willie Ofahengaue

| 18. August 1990 | Neuseeland                          | 9 : 21        | Australien                                                  | Athletic Park, Wellington Zuschauer: 38.000 Schiedsrichter: René Hourquet (Frankreich) |
| 18. August 1990 | Straftritte: Fox (2) Dropgoals: Fox | (9:6) Bericht | Versuche: Kearns Erhöhungen: Lynagh Straftritte: Lynagh (5) | Athletic Park, Wellington Zuschauer: 38.000 Schiedsrichter: René Hourquet (Frankreich) |

Aufstellungen:
- Neuseeland: Graeme Bachop, Mike Brewer, Zinzan Brooke, Kieran Crowley, Sean Fitzpatrick, Grant Fox, Craig Innes, Ian Jones, John Kirwan, Walter Little, Richard Loe, Steve McDowall, Alan Whetton, Gary Whetton , Terry Wright
- Australien: Bill Campbell, David Campese, Paul Carozza, Tony Daly, Nick Farr-Jones , John Flett, Timothy Gavin, Anthony Herbert, Tim Horan, Phil Kearns, Michael Lynagh, Roderick McCall, Ewen McKenzie, Willie Ofahengaue, Samuel Scott-Young